# شاه‌بلوط گلابرا
شاه‌بلوط گلابرا (نام علمی: Aesculus glabra) نام یک گونه از سرده شاه‌بلوط است.